# دره سبز
دره سبز روستایی از توابع شهرستان کمیجان در استان مرکزی است. این روستا در دهستان اسفندان در بخش مرکزی این شهرستان قرار دارد

## مشخصات منطقه ای
روستای دره سبز طبق تقسیمات اخیر کشوری، ازتوابع دهستان اسفندان و بخش مرکزی شهرستان کمیجان می‌باشد. این روستا بامختصات جغرافیایی ۵۸درجه و ۴۹دقیقه طول شرقی و۳۹درجه و۲۴دقیقه عرض شمالی در شمال غربی استان مرکزی قراردارد. فاصله روستای دره سبز تا مرکز شهرستان ۲۵ کیلومتر می‌باشد.

## جمعیت
طبق سرشماری مرکز آمار ایران، جمعیت دره سبز در سال ۱۳۸۵ برابر با ۸۴۷ نفر بوده است. این روستا ۱۹۳ خانوار دارد.